# Langfjorden (Møre og Romsdal)
 For alternative betydninger, se Langfjorden. (Se også artikler, som begynder med Langfjorden)
Langfjorden i Møre og Romsdal er en cirka 35 km. sidefjord fra Romsdalsfjorden i Møre og Romsdal fylke i Norge.
Fjorden begynder ved en linje mellem øen Sekkens østligste punkt i Molde kommune og Okseneset i Rauma kommune og går ind til Eidsvåg i Nesset kommune.
Langfjorden har i dertil to arme, Eresfjorden og Rødvenfjorden.
Fjorden krydses næsten helt yderst af færgeforbindelsen mellem Sølsnes på Skålahalvøen i Molde og Åfarnes i Rauma på riksvei 64. Det er planlagt at færgeforbindelsen skal erstattes af Langfjordtunnelen, som ventes at stå færdig i 2013.
62°41′N 7°36′Ø / 62.683°N 7.600°Ø